# Anomaloglossus rufulus
Anomaloglossus rufulus (Gorzula, 1990) è un anfibio anuro, appartenente alla famiglia degli Aromobatidi.

## Etimologia
L'epiteto specifico è stato dato in riferimento al colore fulvo dell'esemplare tipo.

## Distribuzione e habitat
La specie è endemica del massiccio del Chimantá nello stato di Amazonas, Venezuela. Si trova tra 2100 e 2600 m di altitudine.